# Isak Carlin
Isak Carlin, född 23 december 1888 i Simrishamn, död 27 augusti 1947 i Stockholm, var en svensk veterinär.
Isak Carlin var son till handlaren Moses Carlin. Han avlade studentexamen i Malmö 1908, veterinärexamen 1912 och blev 1927 veterinärmedicine doktor i Berlin. Carlin var 1916-1919 laborator vid Veterinärhögskolans medicinska klinik och erhöll 1934 andra förslagsrummet till professuren i medicin där. 1914-1916 var han bataljonsveterinär vid Smålands artilleriregemente, 1918-1928 bataljonsveterinär vid Positionsartilleriregementet och från 1928 bataljonsveterinär vid Svea ingenjörskår. 1930 blev Carlin regementsveterinär i Fältveterinärkåren och erhöll 1937 majors tjänsteställning. Han var medlem i Svenska läkaresällskapet och företog ett flertal studieresor runt om Europa. Sina egna studier ägnade han främst åt hunden och han blev en framstående kännare av hundens sjukdomar. 1940 utgav han Våra hundar, deras skötsel och vård och därutöver över 50 olika vetenskapliga avhandlingar.